# Chiến tranh Gothic (535-554)
Chiến tranh Gothic giữa đế chế Đông La Mã (Byzantine) và Vương quốc Ostrogoth của Ý đã kéo dài từ 535 cho đến 554 tại Ý, Dalmatia, Sardinia, Sicily và Corsica. Nó thường được chia thành hai giai đoạn. Giai đoạn đầu tiên kéo dài 535-540 và kết thúc với sự sụp đổ của Ravenna và cuộc tái chiếm rõ ràng của Italy bởi Byzantine. Trong giai đoạn thứ hai (540 / 541-553), sức kháng cự của người Goth đã được hồi sinh dưới thời Totila và chỉ bị đàn áp chỉ sau một cuộc đấu tranh lâu dài bởi Narses, người cũng đã đẩy lùi các cuộc xâm lược của 554 người Frank và người Alamanni. Trong cùng năm đó, Justinian đã ban hành quy định sắc lệnh vua ban quy định chính phủ mới của Italia. Tuy nhiên một số thành phố ở miền bắc Italy tiếp tục không đầu hàng cho đến đầu thập niên 560.
Các cuộc chiến tranh có nguồn gốc từ tham vọng của Hoàng đế Đông La Mã Justinian phục hồi các tỉnh của cựu Đế quốc La Mã phương Tây, vốn đã bị mất vàk tay các bộ tộc hoang dã xâm lăng trong các thế kỷ trước đó (thời kỳ di cư). Đến cuối cuộc xung đột Ý đã bị tàn phá và dân số giảm đáng kể. Kết quả là, những người Byzantine chiến thắng nhận thấy họ không thể chống lại các cuộc xâm lược của người Lombard vào năm 568, dẫn đến sự mất mát của các khu vực rộng lớn của bán đảo Ý.